# Killesberg

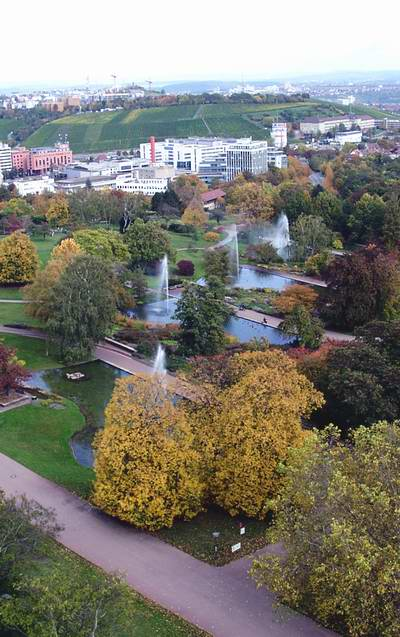
Höhenpark Killesberg

Der Killesberg ist eine Bergkuppe auf der Feuerbacher Heide. Der nach ihr benannte Stadtteil Stuttgarts gehört zum Stadtbezirk Stuttgart-Nord und grenzt an den Stadtbezirk Feuerbach.

## Geschichte
Eine gesicherte Namensherkunft des Killesbergs gibt es nicht. Es wird aber vermutet, dass sich der Begriff von Külle (keltisch für Bergnase, Kuppe) herleitet.
Bis Anfang des 20. Jahrhunderts war der Killesberg ein unbebauter Hügel, auf dem Weinbau betrieben wurde. Mindestens seit dem 16. Jahrhundert wurde in mehreren Steinbrüchen Schilfsandstein abgebaut. 1904 nutzte man das entstandene Gelände zunächst zum Lagern von Schutt und Abfall, zur Vorbereitung der Reichsgartenschau 1939 wurde ab 1937 das Gelände in ein Naherholungsgebiet umgewandelt, der Höhenpark Killesberg entstand. Zuvor entstand 1927 die Weißenhofsiedlung und 1933 die Kochenhofsiedlung.
Am 28. Mai 1940 wurde die Messe Stuttgart auf dem Killesberg unter dem Namen Stuttgarter Ausstellungs-GmbH gegründet. Ab 1941 wurden die Messe- und Ehrenhalle im Höhenpark als Sammellager für die verbliebenen jüdischen Stuttgarter genutzt. Am 27. November 1941 fuhr von dort der erste Zug mit Deportierten ab, zunächst zum Inneren Nordbahnhof und von dort aus in die Vernichtungslager nach Riga. Daran erinnert seit 1962 ein Gedenkstein im Höhenpark.
Nach dem Zweiten Weltkrieg wurden die Messehallen wieder aufgebaut und der Höhenpark Killesberg wurde Gegenstand mehrerer Gartenschauen, die sein Erscheinungsbild prägten: 1950, 1961 und zuletzt die Internationale Gartenbauausstellung 1993.
Die Messe Stuttgart zog 2007 aus Platzgründen zum Flughafen Stuttgart um. Auf dem ehemaligen Messegelände entstanden ab 2009 eine Erweiterung des Höhenparks, ein neues Stadtteilzentrum sowie hunderte neue Wohnungen am Höhenpark.

## Geographie
Der Gipfel des Killesbergs ist eine 383 m ü. NHN hohe Bergkuppe am Westrand des Höhenparks, auf der das Deutsche Rote Kreuz ein Altersheim betreibt.
Im Volksmund wird der Begriff Killesberg häufig auf den südwestlich angrenzenden Stadtteil Am Bismarckturm mit dem 409,5 m ü. NHN hohen Gähkopf, auf dem sich der Bismarckturm befindet, ausgedehnt und gilt als Synonym für die gehobene Wohnlage des gesamten Gebiets.
Südlich auf dem Killesberg sind die Sportvereine TC Weißenhof und Sportverein Prag Stuttgart 1899 e. V. beheimatet.

## Wohnlage
Die Wohnlage des Killesbergs und der angrenzenden Stadtteile gilt seit den 1920er-Jahren als eine der teuersten Adressen in Stuttgart. Zahlreiche Villen und frei stehende Wohnhäuser mit großen Gärten, viele mit Aussicht auf die Innenstadt, sind typisch für den südwestlich angrenzenden Stadtteil.
Nach einer zur Gartenschau 1950 eröffneten Ausstellung wurde die sogenannte Killesbergsiedlung an die Käufer der Häuser übergeben. Die Siedlung liegt teilweise auf dem ehemaligen Gelände der Reichsgartenschau 1939 und wurde durch den im Siedlungsbau erfahrenen Architekten Helmut Erdle geschaffen.
Im Haus Feuerbacher Weg 46 im südwestlich angrenzenden Stadtteil Am Bismarckturm lebte von 1959 bis 1963 der erste deutsche Bundespräsident Theodor Heuss. Das Theodor-Heuss-Haus ist heute Besucherattraktion. Es beherbergt eine Ausstellung zu seinem Leben und Werk sowie zur deutschen Geschichte vom Kaiserreich bis in die 1960er-Jahre.

## Nachnutzung des Messegeländes

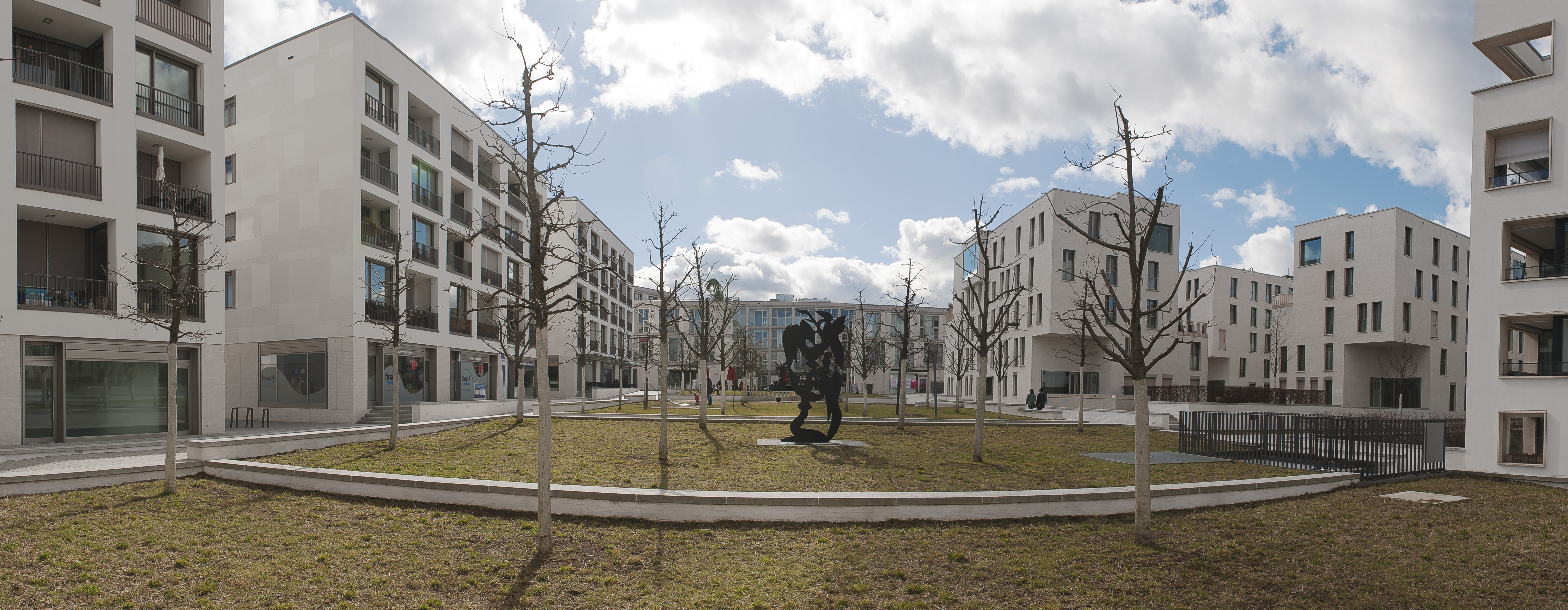
Grünfläche auf der Killesberghöhe

Nachdem im Oktober 2007 die Neue Messe fertiggestellt worden war, begann der Rückbau der alten Messe auf dem Killesberg, der im Dezember 2009 abgeschlossen wurde. Das Parkhaus Rote Wand wurde im Herbst 2008 abgerissen, wodurch eine Fläche südlich des Höhenparkes frei wurde. Zur Nachnutzung des Areals führte die Stadt Stuttgart den städtebaulichen Wettbewerb Zukunft Killesberg durch.
Insgesamt wurden auf dem Killesberg rund 450 Wohnungen errichtet. Aus dem Verkauf der als werthaltig geltenden Grundstücke rechnete die Stadt mit Einnahmen in Höhe von rund 50 Millionen Euro. Eines der Neubaugebiete liegt östlich der Grünen Fuge, eines entsteht bei der Roten Wand, ein weiteres ist Teil der Killesberghöhe.
Die Killesberghöhe ist ein städtebauliches Projekt, mit dem das Stadtteilzentrum mit Handel und Dienstleistungen Forum K sowie zahlreiche Wohnungen am Höhenpark errichtet wurden. Das Hauptgebäude Forum K wurde Ende November 2012 eröffnet, die Eigentums- und Mietwohnungen auf der Killesberghöhe wurden Mitte 2013 bezogen. Insgesamt beliefen sich die Kosten für das neue Quartier auf 160 Millionen Euro.
Für die neue Infrastruktur auf dem Killesberg investierte die Stadt Stuttgart insgesamt 21 Millionen Euro, darunter fielen der Abbruch der Messe und der Straßenbau. Mehr als die Hälfte davon floss in den Bau der Freianlagen (10,4 Millionen Euro). Die reinen Baukosten für den Park (Grüne Fuge, Rote Wand, Feuerbacher Heide) betrugen 7,65 Millionen Euro.
Die zehn Hektar große Parkfläche der Grünen Fuge wurde im Mai 2012 eröffnet und erweiterte neben dem Höhenpark auch Das Grüne U.
Die ursprüngliche Planung eines Mode- und Orderzentrum namens Scenario wurde nicht umgesetzt, da es dem Projektentwickler nicht gelang, 60 Prozent des Zentrums zu vermieten, wie in den Vertragsbedingungen vorgegeben war. 2014 wurde ersatzweise der nichtoffene Planungswettbewerb Wohnbebauung Rote Wand Killesberg Stuttgart-Nord 2014 durch die Stadt Stuttgart ausgelobt, in dem Entwurfsvorschläge ausgearbeitet werden, die das rund ein Hektar große Areal einer Wohnnutzung zuführen sollen. Der Baubeginn des Wohngebiets Rote Wand wurde 2015 verschoben, da das Grundstück im Verlauf der Flüchtlingskrise 2015 als Unterkunft für 294 Flüchtlinge zwischengenutzt wurde. Insgesamt sollen im Wohngebiet Rote Wand bis zu 118 Wohneinheiten entstehen.
Auf dem Gelände der ehemaligen Messehallen 11 bis 14 betreibt die Augustinum gGmbH ein Seniorenheim, das Augustinum Stuttgart Killesberg. Die gesamten Baukosten für dieses Projekt lagen, einschließlich Grunderwerb, bei rund 70 Millionen Euro.
Der Höhenpark Killesberg wurde durch eine Brücke mit der Feuerbacher Heide verbunden und so die über acht Kilometer lange Parklandschaft des Grünen U zwischen Innenstadt und Killesberg vollendet. Die Stadtbahnstrecke zum Killesberg blieb bestehen, die Station trägt nun den Namen Killesberg (ohne Zusatz Messe). Bis zum Fahrplanwechsel im September 2013 fuhren die Stadtbahnlinien U5 und U12 den Killesberg an, seither fährt auf den Killesberg die Linie U5, tagsüber im 20-, in der Randzeit im 30-Minuten-Takt. Ersatzweise verdichtet die neu eingeführte U25 bei Veranstaltungen die U5 zu einem 10-Minuten-Takt.

## Mediale Rezeption
Der nach Zuschauerzahl erfolgreichste Tatort aller Zeiten, Tatort: Rot – rot – tot, spielt auf dem Killesberg.
Im Jahre 1997 veröffentlichte der Künstler Thomas D das Lied Killesberg Baby. Der Künstler erzählt dabei aus der Ich-Perspektive in humorvoller Art, von einer Liebesbeziehung zwischen ihm und einer Frau vom Killesberg, die aus wohlhabenden Verhältnissen stammt. Der Erzähler hingegen stammt aus Heslach („Killesberg Baby – ich bin aus Heslach“) und die Beziehung scheitert letztendlich an den sozialen Differenzen der beiden Beteiligten. Das Lied erschien auf dem Album Solo, welches Rang 20 in den Charts erreichte.

## Auszeichnungen
Der Killesbergpark wurde 2014 mit dem Europäischen Gartenpreis in der Kategorie  „Innovatives Konzept oder Design eines zeitgenössische Parks oder Gartens“ ausgezeichnet.